# Eisenbahnunfall von Genthin

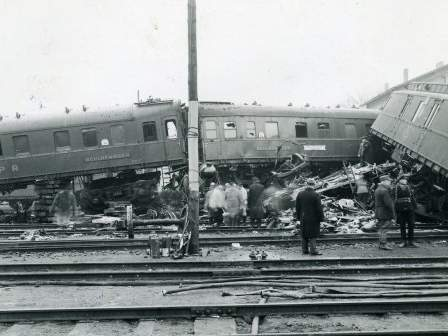
Eisenbahnunfall im Bahnhof Genthin

Bei dem Eisenbahnunfall von Genthin fuhr im Bereich des Bahnhofs Genthin am 22. Dezember 1939 der D 180 von Berlin Potsdamer Bahnhof nach Neunkirchen (Saar) auf den D 10 von Berlin Potsdamer Bahnhof nach Köln Hauptbahnhof auf. Mindestens 186 Tote und 106 Verletzte waren zu beklagen. Es ist der bis heute schwerste Unfall von Reisezügen in Deutschland.

## Ausgangslage
Die Bahnstrecke Berlin–Magdeburg war mit der Zugbeeinflussung Indusi ausgerüstet.
Der im vorweihnachtlichen Verkehr völlig überfüllte Schnellzug D 10 nach Köln (allein im Packwagen sollen 35 Menschen ums Leben gekommen sein) war pünktlich um 23:15 Uhr in Berlin abgefahren, sammelte allerdings unterwegs schnell Verspätung an, weil sich der Fahrgastwechsel durch Überfüllung im Zusammenhang mit dem Weihnachtsverkehr und Fronturlaubern und der Verdunkelung der Bahnhöfe verzögerte. In Potsdam hatte der Zug bereits fünf, in Brandenburg 12 Minuten Verspätung. Weil er dann auf den langsameren Militärzug M 176 auflief, erhöhte sich die Verspätung auf 27 Minuten.
Der nachfolgende D 180 wurde von der Dampflokomotive 01 158 gezogen. Deren Indusi war für eine Reparatur ausgebaut, die Lok aber gleichwohl zum Einsatz gekommen, da kriegsbedingt Lokomotivmangel bestand. Der D 180 von Berlin Potsdamer Bahnhof nach Neunkirchen (Saar) Hauptbahnhof war um 23:45 Uhr, 30 Minuten nach dem D 10, in Berlin abgefahren, hielt noch einmal in Potsdam und sollte dann bis Magdeburg Hauptbahnhof durchfahren. Der Abstand zwischen beiden Zügen verringerte sich so stetig. Unmittelbar vor Genthin fuhren die Züge nur noch im Blockabstand.

## Unfallhergang

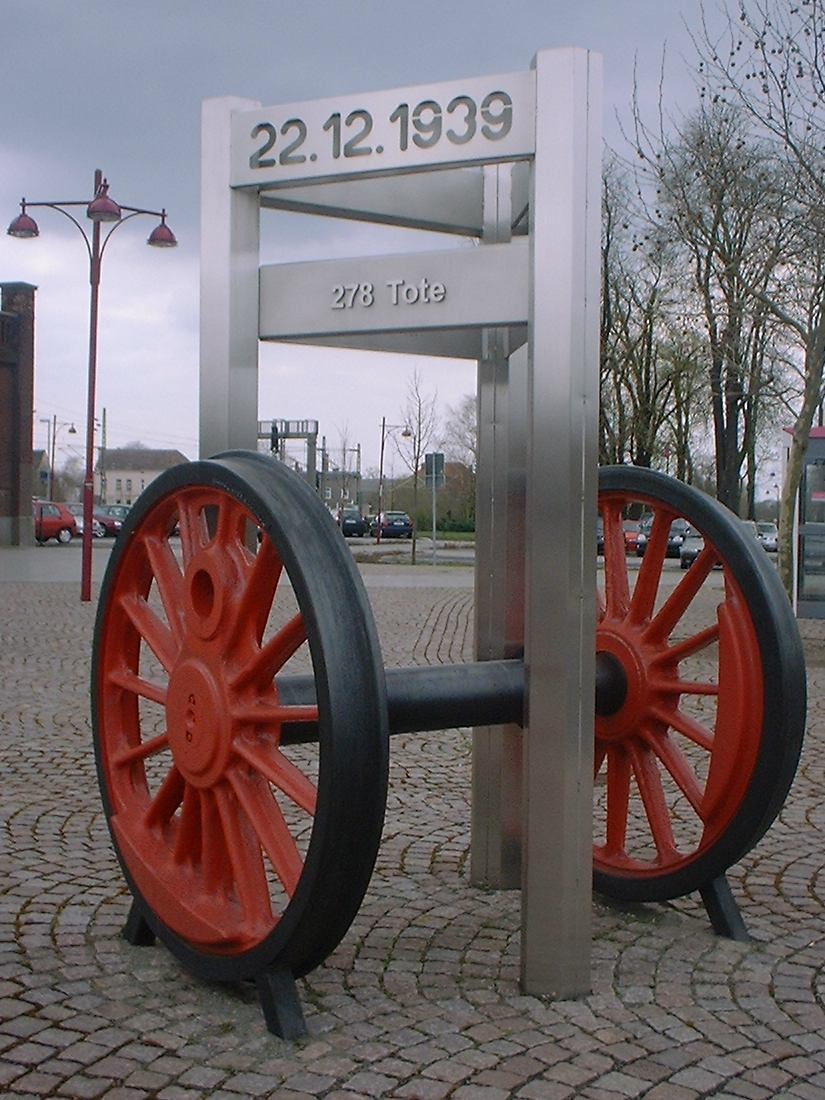
Denkmal für den Eisenbahnunfall im Bahnhof Genthin

Als sich der D 180 der Blockstelle Belicke näherte, war der Abschnitt zwischen dieser und der Einfahrt des Bahnhofs Genthin immer noch mit dem D 10 belegt. Aus Gründen, die im Nachhinein nicht mehr ermittelt werden konnten, überfuhr der D 180 das „Halt“ gebietende und den D 10 deckende Blocksignal und drang in den noch mit diesem belegten Blockabschnitt ein. Der Lokomotivführer erklärte später in der Vernehmung, die beiden entscheidenden Signale, Vorsignal und Hauptsignal, in der Stellung „Fahrt frei“ erkannt zu haben. Diese Behauptung konnte unter anderem durch die Untersuchung der Anlagen und die Aussage des Blockwärters Belicke widerlegt werden. Da die Indusi der Lok ausgebaut war, erfolgte keine Zwangsbremsung. Spekulationen führten die schlechte Sicht – es herrschte Nebel in der Nacht – oder menschliches Versagen des Lokführers als mögliche Ursachen an. Der Heizer konnte sich im Bereich Belicke wegen der Feuerung nicht an der Streckenbeobachtung beteiligen. Der Lokomotivführer hatte bereits 1917, 1922 und 1931 Halt zeigende Signale missachtet. Die Jahrzehnte später eingebrachte Theorie, eine Kohlenstoffmonoxidvergiftung des Lokführers könnte der Grund für dessen Fehler gewesen sein (die Rauchgase der Lokomotive wären aufgrund der Wetterlage in das Führerhaus gelangt), wurde ebenfalls widerlegt.
Der Wärter der Blockstelle Belicke hatte nach der Vorbeifahrt am haltzeigenden Blocksignal die Stellwerke des Bahnhofs Genthin über die Signalübertretung benachrichtigt. Nach Ernst Preuß bereitete der Wärter des Stellwerks Genthin-Ost (Go) (km 91,080), nachdem dort die Meldung aus Belicke eingegangen war, den Nothaltauftrag an den D 180 vor. Dazu nahm er eine Winkelampe aus der Wandhalterung, wodurch diese rot zu leuchten begann. Diese leuchtende Handlampe wurde allerdings auf dem gerade das Stellwerk passierenden D 10 gesehen, worauf dieser eine Schnellbremsung einleitete und mit seinem Zugschluss ca. im km 92,2 um 0:51 Uhr zu stehen kam.
Als sich der D 180 dem Bahnhof Genthin näherte, traf er dort ca. 600 m vor dem an der östlichen Einfahrt gelegenen Schrankenposten Bude 89 – Karower Straße (km 90,240) auf das noch für den D 10 „Fahrt ohne Geschwindigkeitsbegrenzung erwarten“ signalisierende Einfahrvorsignal Va und in der Folge im km 90,580 auf das Fahrt zeigende Einfahrsignal A sowie das „Fahrt ohne Geschwindigkeitsbegrenzung erwarten“ zeigende Ausfahrvorsignal Vg. Warum es dem Schrankenwärter Bude 89 – Karower Straße in den zwei Minuten zwischen den Zügen nicht gelang, vor dem D 180 als Notsignal Knallkapseln an den Schienen zu befestigen, dazu ist keine Quellenaussage bekannt. Sein Versuch, durch Winkzeichen den vorbeifahrenden D 180 zum Halten zu bewegen, misslang. Zudem unterließ es der Stellwerkswärter Genthin-Ost, nachdem der D 10 zum Stillstand gekommen war, umgehend das Einfahrsignal A auf Halt zu stellen.
In der Folge fuhr der D 180 gegen 0:53 Uhr mit etwa 100 km/h in den Bahnhof Genthin ein und prallte auf den dort stehenden D 10.

## Folgen

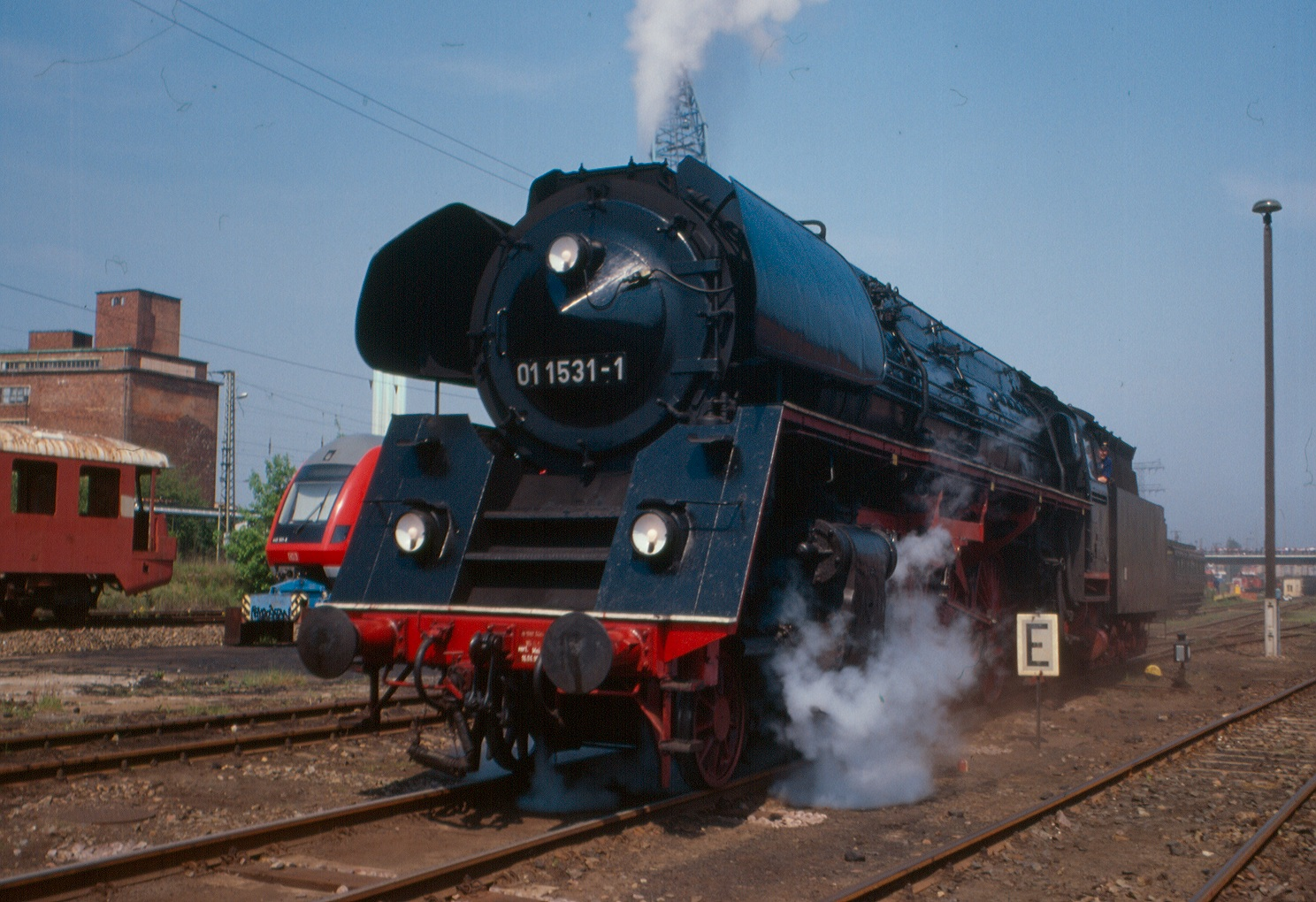
Lok 01 1531

Durch den Aufprall wurden die vier hinteren Wagen des D 10 teilweise ineinandergeschoben. Die Lokomotive und sechs Wagen des auffahrenden Zuges entgleisten. Nach den Zahlen der Deutschen Reichsbahn waren 186 Tote und 106 Verletzte zu beklagen. Nach anderen Quellen war – wie auf dem Denkmal vor dem Bahnhof vermerkt – von 278 Toten und 453 Verletzten die Rede. Neben der Kesselwagenexplosion in der BASF (1948) war dies der folgenschwerste Eisenbahnunfall in Deutschland.
Die Rettungsarbeiten gestalteten sich schwierig und dauerten eine ganze Woche. Wegen der Verdunklung war nur die Notbeleuchtung eingeschaltet, das Aufstellen von Scheinwerfern in der Nacht bedurfte einer Sondergenehmigung. Viele Männer waren kriegsbedingt eingezogen. Die Temperaturen sanken in der Nacht auf −15 °C, sodass auch viele Verletzte erfroren.
Der Lokomotivführer des D 180 und dessen Heizer überlebten das Unglück. Der Lokomotivführer wurde in einem Strafverfahren zu einer Gefängnisstrafe von drei Jahren und sechs Monaten verurteilt.
Die Lokomotive des D 180 wurde wegen Lokomotivmangels im Zweiten Weltkrieg nach dem Unfall repariert und 1941 wieder in Dienst gestellt. Nach einem Umbau 1964 erhielt sie die Nummer 01 531. Sie ist heute unter der Nummer 01 1531 als Ausstellungsstück im Bahnbetriebswerk Arnstadt erhalten.
Am 22. Dezember 1999, dem 60. Jahrestag des Unglücks, wurde auf dem Bahnhofsvorplatz in Genthin ein Denkmal eingeweiht. Die Kosten wurden von privaten Spendern aufgebracht.

## Eisenbahnunfall bei Markdorf an demselben Tag
Ebenfalls am 22. Dezember 1939 ereignete sich der Eisenbahnunfall bei Markdorf, bei dem auf der Bahnstrecke Stahringen–Friedrichshafen der Bodenseegürtelbahn zwischen Markdorf und Kluftern ein Güter- und ein Personenzug kollidierten und über 100 Menschen ums Leben kamen. Der Eisenbahnhistoriker Albert Kuntzemüller bezeichnete das Datum als den „schwärzesten Tag der deutschen Eisenbahngeschichte“.